# Лекарче
Лекарче (груз. ლექარჩე) — село в Грузії.
За даними перепису населення 2014 року в селі проживає 102 особи.